# Али Хайраддин
Али Хайраддин е бивш районен мюфтия последователно на Смолян и София.

## Биография
В ролята си на районен мюфтия на София Хайраддин организира подпомагане на поклонението (хадж) в Мека за български мюсюлмани.
Али Хайраддин е автор на учебното помагало за V клас по религия-ислям, одобрен от Министерството на образованието и науката през 2002 г.
Председател е на неправителствената организация „Съюз на мюсюлманите в България“. През февруари 2007 е задържан за 72 часа и обвинен в пропагандиране на радикален ислям чрез интернет-сайта www.islam-bg.net. Страницата е затворена. 

## Критика
През 2005 г. Али Хайраддин е сред хората, които бойкотират избора на главен мюфтия и председател на Висшия мюсюлмански съвет, когато е избран Мустафа Хаджи.
Семейството му – съпругата Хатидже, трите му дъщери и внуците, живеят в якорудското село Аврамово.